# Elektroakustik
För musikgenre se Elektroakustisk musik.
Elektroakustik  är en av flera huvuddiscipliner inom akustiken, och behandlar gränsområden mot elektroteknik.   
Elektroakustik behandlar primärt elektromekaniska omvandlare som mikrofoner, hydrofoner, högtalare, hörlurar, nålmikrofoner i skivspelare och omvandlare för vibrationer. Elektroakustik är därmed grundläggande för förståelsen av akustiks mätteknik. Sekundärt omfattar elektroakustiken elektronisk förstärkning för utnyttjande av omvandlare. Viktiga tekniska tillämpningar är mot telefoni samt musikteknikindustrin. 
Elektroakustiken utvecklades i början av 1900-talet då mikrofoner, hörlurar, och senare högtalare, såg dagens ljus. Den första läroboken som i elektroakustik var "Applied Acoustics" av Frank Massa och Harry Olson, USA 1934.